# Alan Melikdjanian
Alan Melikdjanian, également connu sous le pseudonyme Captain Disillusion, né en Lettonie le 13 avril 1980, est un cinéaste indépendant. Il est le fondateur d' Amelik Entertainment, LLC, une société de production vidéo basée en Floride du Sud , spécialisée dans les films uniques[pas clair] et inventifs, les séries Web, les publicités et les vidéoclips.
Melikdjanian a participé activement à la création des sites de partage de vidéos Openfilm et Filmnet.com et est le créateur de la série web YouTube Captain Disillusion, une série comique de vidéos promouvant la pensée critique et le scepticisme, généralement axées sur la réfutation et l'explication de vidéos virales surnaturelles.
Il a également régulièrement assisté à la conférence annuelle The Amaz!ng Meeting, axée sur la science, le Scepticisme et la pensée critique, de 2008 à sa dernière occurrence en 2015.

## Enfance
Melikdjanian est né de parents artistes de cirque de l’ère soviétique. Son père, Vilen, était un artiste particulièrement connu. Il parcourt l'Union soviétique avec ses parents jusqu'à sa rentrée scolaire à l'âge de six ans, où il part vivre à Riga avec sa grand-mère. Melikdjanian est d'origine arménienne et russe. À cette époque, Melikdjanian supposait qu'il deviendrait lui aussi un artiste de cirque :
« Je pensais que je ferais de la magie, peut-être. Je ferais connaissance avec tous les magiciens. Ils me montraient des petits tours de main, et j'étais prêt à partir dans cette voie quand j'avais peut-être 5, 6 ans. »
À Riga, durant l'année scolaire, Melikdjanian passait l'essentiel de son temps libre à essayer de copier les styles des animateurs de Disney[pas clair]. Pendant l'été, il reprendrait sa vie de cirque sur la route.  
À l'âge de quatre ans, Melikdjanian tourne des scènes qui seront finalement supprimées au montage du film russe Shutki v storonu (Blague à part) de 1984, mais son image reste cependant sur l'affiche du film. À l'âge de 12 ans, Melikdjanian et sa famille déménagent aux États-Unis. 
Il fait ses études au lycée William H. Turner Tech, à Miami, où il étudie la production vidéo et l'animation 3D. Il poursuit dans cette voie à l' International Fine Arts College, aujourd'hui connu comme l'Université internationale d'art et de design de Miami. 
Il est diplômé de l'université avec un Baccalauréat en beaux-arts en production cinématographique.

## Carrière

### Amelik Entertainment, 2001 à aujourd'hui
En 2001, Melikdjanian écrit et réalise le film indépendant à petit budget The Realm qui traite d'un lycéen introverti qui inquiète ses professeurs car il aime écrire des nouvelles pleines de violence et de gore. 
La même année, Melikdjanian travaille en tant qu'animateur sur le film primé Zelimo, un film anglophone de jeunesse qui raconte l'histoire d'un jeune garçon de ferme juif qui s'embarque pour un voyage allant de la Russie à l'Amérique en quête d'une meilleur vie.

#### Citizen Mavzik
Melikdjanian est le réalisateur, l'écrivain (avec son père), l'éditeur et le compositeur du Direct-to-video russe, réalisé en 2006, Citizen Mavzik racontant l'histoire de l'assimilation d'une famille d'immigrés russes à la culture américaine. Le film a été produit par Vilalan Productions , du nom de Melikdjanian et de son père, Vilen.
Le film a pris trois ans de production et a été présenté pour la première fois au Cinema Paradiso, à Fort Lauderdale, en Floride. Le film a été diffusé pour la première fois en direct sur RTVi le 4 février 2007. Cependant, il a été diffusé pendant le Super Bowl. Le même jour, Melikdjanian a posté une vidéo humoristique exprimant sa frustration sur YouTube. 

#### Création de sites internets
Melikdjanian est cofondateur et directeur de la création de FilmNet.com, et est également cofondateur et directeur de la création d'Openfilm. Les deux sont conçus comme des alternatives au site de partage de vidéos YouTube, mais conçut pour les réalisateurs amateurs sérieux qui « ne veulent pas placer leur travail aux côtés des médiocrités de YouTube »,,.   
En 2009, Melikdjanian a fondé sa propre société de production vidéo, Amelik Entertainment, LLC, une abréviation de ce qu'il a appelé son nom de famille « imprononçable ». La société participe à la pré-production, au tournage et à la postproduction de divers films indépendants, vidéos musicales, publicités, etc., et présente ses efforts sur son site Web officiel.

### Capitaine Disillusion, 2007 – présent
Il publie ses vidéos Captain Disillusion sur sa chaîne éponyme YouTube, qui cumule en juin 2022, plus de 2,31 million d’abonnés et 223 millions de vues,. Sur sa chaîne, il démystifie, entre autres choses, des vidéos virales et paranormales « canular », avec humour, et en se focalisant fortement sur les effets visuels. Il édite ses vidéos à l'aide de divers logiciels comme Avid Media Composer,  Adobe After Effects, Blender et DaVinci Resolve. 
Dans ses vidéos, il porte un survêtement vintage des années 1980 et la peau de tout son corps sous la partie inférieure de son visage est recouverte de peinture argentée. Il a plus tard présenté un acolyte, M. Flare, également exprimé par Melikdjanian[réf. nécessaire].
Melikdjanian a décrit comment il a conçu son costume de super-héros : 
« Quand le moment est venu de le visualiser, je me suis dit qu'ai-je à portée de main ? Qu'est-ce qui peut attirer l'attention des gens ? Et vraiment, parce que c'est supposé être un super-héros, qu'est-ce qu'on n'a pas vu auparavant ? Qu'est-ce que j'ai à ma disposition que je peux réellement réaliser en termes de tenue et de maquillage ? Et c'est ce que j'ai eu. J'ai eu un peu de ce maquillage couleur chrome au magasin local de fête et j'avais tous ces vêtements et j'aurais bien fait toute ma tête, mais c'est trop de travail. Cela fonctionne en termes d'illusion révélant la réalité, et ... laquelle est la réalité ? ».

#### Format
Tout d'abord, Captain s'adresse à l'auditoire. Une introduction typique à ses vidéos est « Salutations les enfants, ici Captain Disillusion. ». Ensuite, il passe une vidéo populaire, souvent paranormale ou virale, qui est « trop belle pour être vraie ». Enfin, il utilise son expertise en montage numérique et effet spéciaux pour « décomposer » la vidéo et montrer comment le résultat final a été obtenu. Il aime également recréer les effets des vidéos qu’il démystifie, en les incorporant dans ses épisodes. 
Chaque vidéo se termine par sa devise : « Aimez avec le cœur. Pour tout le reste, utilisez votre tête. ». À quoi s'ajoute souvent une séquence humoristique, parfois liée à la vidéo précédente.

#### Quick D
En plus des épisodes habituels Captain Disillusion, Melikdjanian publie les épisodes Quick D, qu'il décrit comme « des épisodes plus courts et plus croustillants, qui seront publiés plus fréquemment que les épisodes réguliers (qui continueront également) ».

#### DVD
En 2011, Melikdjanian a publié un DVD de sa série Captain Disillusion , intitulé Captain Disillusion - Fame Curve Collection. Il contient 16 épisodes remastérisés avec des commentaires facultatifs et des bonus supplémentaires. Il l'a fait ses débuts à TAM9 , puis l'a rendu disponible pour achat en ligne. L'argent tiré du DVD servira aux épisodes suivants.

#### Reconnaissance
Son travail est reconnu par le Huffington Post, Kotaku, RTVI, Philip Plait, la Fondation éducative James Randi, Fortean Times, Home Media Magazine et Sun Sentinel,, entre autres. Il reçoit également de la part de ses fans des messages personnels d'encouragements, le remerciant d'avoir démystifié des vidéos qu'ils avaient eux-mêmes partagées. 

#### Interviews

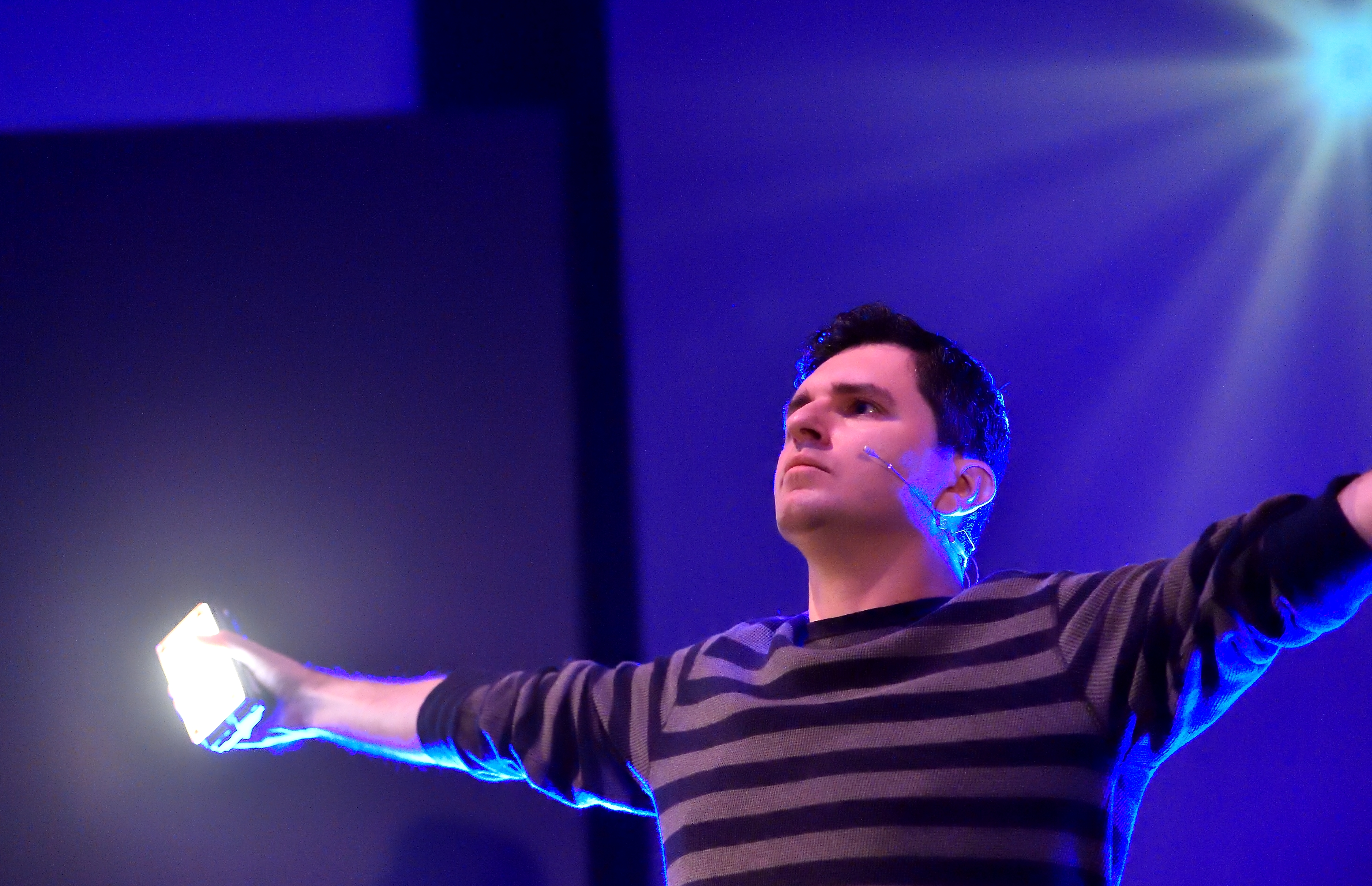
Melikdjanian se produisant en tant qu'assistant du capitaine Disillusion à QED 2016

En 2008, lors d'une interview pour The Skeptics' Guide to the Universe, il décrit Captain Disillusion comme une série Web sur YouTube traitant du paranormal et d'illusion mises en ligne par d'autres personnes sur YouTube. Il a commencé ce travail via un blog sur Myspace, mais a ensuite vu ces éléments comme des scripts prêts à l'emploi pour de courtes vidéos. Il note que Penn et Teller ont joué un rôle déterminant dans son intérêt actuel et a finalement trouvé que le mouvement sceptique est impliqué dans un travail similaire. Il constate que ses fans aiment apprendre sur les illusions. Son intention n'est pas de gâcher le divertissement légitime ni de gâcher le travail d'un artiste actuel. Son intention est de montrer comment les vidéos comportant des illusions sont créées afin de dissiper les idées fausses. Melikdjanian décrit brièvement les bases d’Openfilm.com(en), expliquant que ce site « a été créée pour les cinéastes. L'objectif est de fournir des productions de meilleurs qualité et un groupe de créateurs de contenu sérieux ».
Lors d'une interview pour The Skeptic Zone, en 2010, il décrit Captain Disillusion comme un super-héros. et dans une interview suivante en 2011, il explique vouloir faire les choses « de la manière la plus amusante possible ». Il y décrit son travail avec James Randi, Randi l'appelant pour participer à The Amaz!ng Meeting et son travail vidéo avec Randi dans un projet ultérieur[incompréhensible]. Au cours d'une interview de Susan Gerbic pour Skeptical Inquirer, il a déclaré : « Je pense qu'il est préférable de se concentrer sur ce que vous savez - une chose sur laquelle vous êtes déjà expert en dehors du scepticisme - et d'explorer les liens possibles avec le scepticisme. Avec Captain Disillusion, j'ai associé un élément aléatoire - les effets visuels - au scepticisme, d'une manière qui semble attrayante. Je suis sûr que cela peut être fait avec beaucoup d'autres domaines de différentes manières ».
Dans une interview de 2017 avec Richard Saunders de The Skeptic Zone, il a déclaré, en parlant du processus de montage des effets vidéo : « Vous savez, les outils changent mais les méthodes ne changent pas vraiment. Il s’agit de rendre les choses douteuses et un peu merdiques, de qualité médiocre et ensuite, vous pouvez quasiment vous en tirer avec n'importe quoi ». Répondant à une question additionnelle à propos de croire ce que l'on vois sur Internet, il dit : « Quand j'ai commencé, les gens croyaient un peu tout, c'était comme tirer sur des poissons dans un baril, mais avec le temps, les gens me demandent vraiment « est-ce faux ? », « est-ce faux ? », « est-ce faux ? » et la moitié des choses qu'ils me montrent sont seulement, vous savez, un jongleur qui jongle avec beaucoup de balles. Ils ne peuvent pas concevoir que cela puisse être réel, les gens ne croient plus rien. J'imagine que c'est bon pour moi parce que je peux expliquer beaucoup de choses, mais j'aimerais que les gens puissent enfin trouver cet équilibre entre ne pas être trop crédules mais aussi ne pas tout rejeter d'un seul bloc ».

## Crédits

### Filmographie
| Années | Titre            | Rôle                                        | Remarques                                                                                               |
| ------ | ---------------- | ------------------------------------------- | --- |
| 1984   | Shutki v storonu | Acteur                                      | Russe pour Blague à part (scènes supprimées)                                                            |
| 2001   | The Realm        | directeur, compositeur                      | |
| 2001   | The Monster Man  | editeur                                     | |
| 2001   | Zelimo           | animateur                                   | Réalisé par Aleks Rosenberg, Gagné WorldFest-Houston Gold Special Jury Award pour meilleur long métrage |
| 2002   | Sin neudachnika  | editeur                                     | (film Televisé) en russe.                                                                               |
| 2006   | Citizen Mavzik   | Réalisateur, écrivain, éditeur, compositeur | (DVD) Co-écrit avec père, Vilen. Produit par Vilalan Productions. Disponible en russe et anglais.       |
| 2008   | Director         | Effets visuels                              | Réalisé par Aleks Rosenberg avec en vedette le rapper Américain Prodigal Sunn.                          |
| 2010   | Crimefighters    | Effets visuels, éditeur sonore              | |
| 2013   | Whoops!          | Effets visuels numériques                   | |

#### Travaux Additionnels
- Still Life (2009) (court) (opérateur Steadicam)
- The Shift (2013) (remerciement) Avec Danny Glover

### Série télévisée / web
| Année           | Titre                    | En tant que                            | Remarques                                                     |
| --------------- | ------------------------ | -------------------------------------- | ------------------------------------------------------------- |
| 2007–maintenant | Captain Disillusion      | Captain Disillusion et Mr Flare (voix) | (Série web) aussi créateur.                                   |
| 2011            | Community                | Pistol Patty (voix)                    | Episode: "une poignée de billes de peinture"[réf. nécessaire] |
| 2012            | MSNBC's Caught on Camera | Lui-même– Expert                       | Episode: "Viral Videos: Do You Believe?"[réf. nécessaire]     |